# Paradise Lost (альбом Symphony X)
Paradise Lost (в переводе с англ. — «Потерянный рай») — шестой студийный полноформатный альбом американской прогрессив-метал группы Symphony X, вышедший 26 июня 2007 года в США.
Альбом получился концептуальным и был навеян одноименной эпической поэмой Джона Мильтона. По мнению группы, в музыкальном плане эта работа обладает наиболее тяжелым звучанием.
На песню «Serpent’s Kiss» был снят первый видеоклип группы.

## Концепция альбома
За основную концепцию альбома была выбрана одноимённая эпическая поэма Джона Мильтона «Потерянный рай» о возмущении отпавших от Бога ангелов и о падении человека. Великое значение «Потерянного Рая» — в психологической картине борьбы неба и ада, а также в грандиозном образе сатаны, которого жажда вседозволенности и свободы довела до отступления от Бога.

## Особенности альбома
Группой было выпущено специальное издание в формате 5.1 sound. В это издание входит DVD с видеоклипами к композициям «Serpent’s Kiss» и «Set the World on Fire».
Впервые для группы в альбом стандартного формата входит особый DVD с подборкой видео, снятого на протяжении истории группы, который доступен в магазинах FYE.

## Турне в поддержку
Выпуск альбома был согласован с 14-месячным мировым турне, давшим возможность поклонникам коллектива по всему миру увидеть группу живьём. Группа гастролировала по всей Европе совместно с Dream Theater, посетила Японию, Австралию, страны юго-восточной Азии, Среднего Востока, а также Индию.

## Список композиций
| №                   | Название                                  | Автор(ы)                       | Длительность |
| ------------------- | ----------------------------------------- | ------------------------------ | ------------ |
| 1.                  | «Oculus ex Inferni»                       | Ромео                          | 2:34         |
| 2.                  | «Set the World on Fire (The Lie of Lies)» | Аллен, Ромео – Ромео           | 5:55         |
| 3.                  | «Domination»                              | Аллен, Ромео – Ромео           | 6:29         |
| 4.                  | «Serpent’s Kiss»                          | Аллен, Ромео – Ромео           | 5:04         |
| 5.                  | «Paradise Lost»                           | Аллен, Ромео – Ромео, Пиннелла | 6:32         |
| 6.                  | «Eve of Seduction»                        | Аллен, Ромео – Ромео           | 5:04         |
| 7.                  | «The Walls of Babylon»                    | Аллен, Ромео – Ромео           | 8:16         |
| 8.                  | «Seven»                                   | Аллен, Ромео – Ромео           | 7:01         |
| 9.                  | «The Sacrifice»                           | Аллен – Ромео                  | 4:50         |
| 10.                 | «Revelation (Divus Pennae ex Tragoedia)»  | Аллен, Ромео – Ромео           | 9:18         |
| Общая длительность: | Общая длительность:                       | Общая длительность:            | 66:01        |

## Участники записи
- Рассел Аллен — лид-вокал
- Майкл Ромео — лид-гитара, оркестровки, программирование, продюсер, инженер, микшер
- Майкл Пиннелла — клавишные, программирование
- Майкл Лепон — бас-гитара
- Джейсон Рулло — ударные

## Прочий персонал
- Дженс Богрен — микшер
- Томас Эбергер — мастеринг
- Уоррен Флэнэгэн и Патрик Загороднюк — художественное оформление